# Андаманские острова
Андама́нские острова́ (англ. Andaman Islands) — архипелаг в Индийском океане между Индией и Мьянмой. Является частью индийской союзной территории Андаманские и Никобарские острова и состоит из 204 островов.
Общая площадь островов составляет 6408 км², а их население — 343 125 человек (2011), из которых сегодня лишь 500 — коренные жители. От южных Никобарских островов архипелаг отделяет пролив Десятого Градуса.
Самый крупный город и административный центр Андаманских островов — Порт-Блэр — насчитывает 100 608 человек.

## История

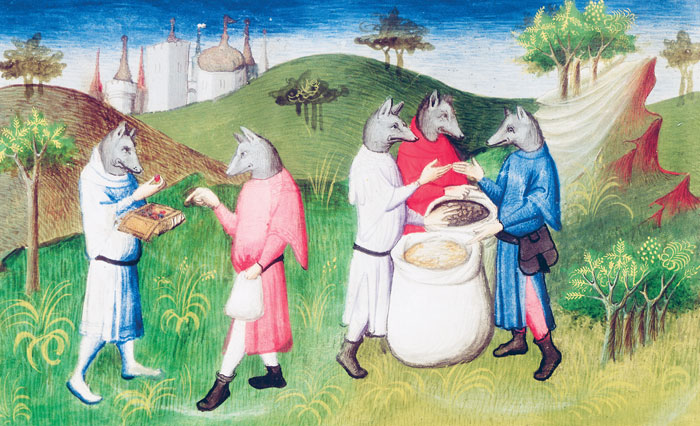
Ранее считалось, что на островах живут люди с волчьей головой

В 1789 году архипелаг был завоёван англичанами под командованием лейтенанта Арчибальда Блэра, однако впоследствии колонизаторам пришлось бороться с многочисленными восстаниями. С 1858 по 1952 год сюда ссылались британцами заключённые из Индии.
В ходе Второй мировой войны острова были временно захвачены Японией. Управлялись коллаборационистским прояпонским правительством «Свободной Индии» (1943—1945).
После войны они стали частью Индии, с 1950 года — в составе союзной территории Андаманские и Никобарские острова.
Отдельные острова Андаманского и расположенного по соседству Никобарского архипелага на протяжении десятилетий закрыты индийским правительством от посетителей, чтобы оградить первобытное население островов от непредсказуемого влияния цивилизации. Доступ на острова в порядке исключения получали лишь некоторые исследователи.

## Население

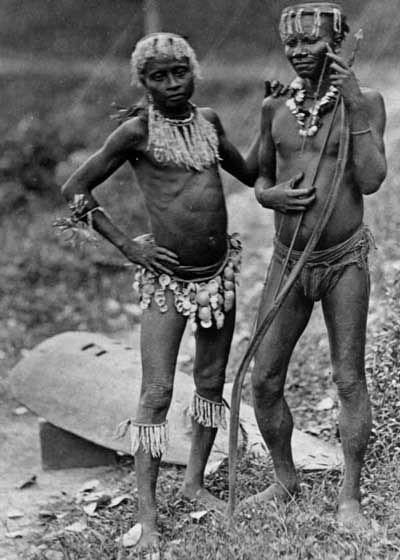
Коренные андаманцы в 1875 году

К коренным жителям Андаманских островов относятся девять народностей: онге, джарава, сентинельцы, жители Больших Андаманов и другие. Сентинельцы скрываются от внешнего мира, не желая идти на контакт, поэтому достоверных сведений об их количестве не имеется. Численность других восьми племён не превышает 52 человек; в феврале 2010 года скончалась последняя представительница народа бо (Боа), с ней умер и язык бо.
В начале XX века на островах проживало около 5000 аборигенов. Всех их объединяет языковое, культурное и этническое родство. Они занимаются собирательством и охотой и относятся к так называемым негритосам, наиболее древнему слою населения Южной Азии. Генетические исследования показывают, что они заселили острова около 30 тысяч лет назад и вплоть до настоящего времени жили огорожено от внешнего мира. Большинство коренных жителей стало жертвами колонизации и использования островов в качестве каторжного лагеря.
Сегодня основное население островов составляют иммигранты из Индии (бенгальцы, хиндустанцы, малаяли и тамилы). Вследствие землетрясения в Индийском океане в 2004 году и образовавшегося цунами, по официальным данным, на островах погибло около 5 тысяч человек.
Языки андаманских туземцев, так называемые андаманские языки, образуют собственную небольшую языковую семью, не родственную ни одной другой языковой семье.

## Экономика

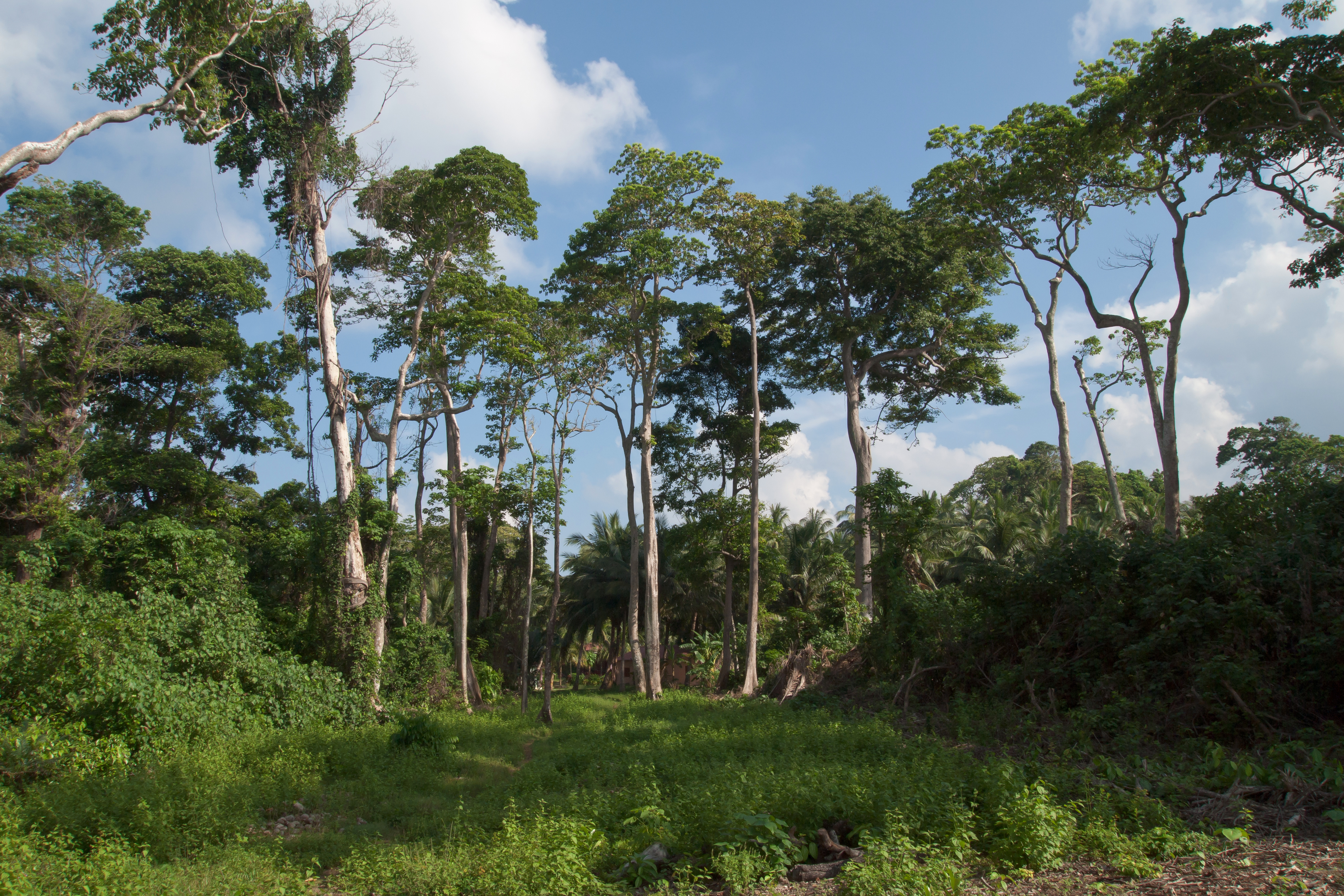
Тропический лес на островах

На плодородных почвах островов возделываются чай, манго, хлебное дерево, кокосовая пальма, тыква.